# Cinetorhynchus hiatti
Cinetorhynchus hiatti är en kräftdjursart som först beskrevs av Lipke Bijdeley Holthuis och Hayashi 1967.  Cinetorhynchus hiatti ingår i släktet Cinetorhynchus och familjen Rhynchocinetidae. Inga underarter finns listade i Catalogue of Life.